# Хранители снов
«Хранители снов» (англ. Rise of the Guardians — дословно «Восход стражей») — американский 3D-анимационный фэнтезийный приключенческий фильм 2012 года, созданный «DreamWorks Animation». Фильм снят Питером Рэмси по сценарию Дэвида Линдси-Абера, основанному на серии книг «Хранители детства» Уильяма Джойса. В номинациях за лучший анимационный полнометражный фильм «Хранители снов» был представлен на премиях «Золотой глобус» и «Энни».

## Сюжет
Несколько героев детства — Санта-Клаус, Пасхальный кролик, Зубная фея и Песочный человек являются Хранителями снов, защищая детей, их мечты и надежды. Неожиданно против хранителей выступает злой дух Кромешник, который хочет украсть очень важную вещь — детские мечты — и заменить их своими кошмарами, заставив детей поверить в то, что Хранителей не существует. Луноликий избирает нового Хранителя, в помощь остальным, и им оказывается непоседливый дух зимы — Ледяной Джек.
Его доставляют к остальным Хранителям, и они объясняют ему ситуацию. В это же время в замке Зубной Феи слуги Кромешника воруют фей-помощниц и детские зубы. Хранители пытаются спасти их, но они прибывают слишком поздно и спасают лишь одну фею. Зубная фея сообщает Джеку, что его молочные зубы, а значит и воспоминания из прошлой жизни, тоже были похищены. Тогда Джеку с Хранителями удаётся договориться: Джек помогает им, а к нему возвращаются его воспоминания.
Хранители решают помочь Зубной фее собирать детские зубы, чтобы дети поверили в фею. Но во время одного из таких приключений гибнет Песочник, и его поглощает чёрный песок Кромешника. Тогда ребята решают помочь Пасхальному кролику спрятать яйца для Пасхи. Но, оказавшись у него в лабиринте, они встречают случайно попавшую туда девочку. Подготовив вместе с ней яйца, Хранители решают вернуть её домой, а сделать это вызывается Джек. Он относит девочку домой, но вдруг слышит голос, который зовёт его. Несмотря на просьбы феи-помощницы остановиться, Джек идёт на этот голос и приходит в убежище Кромешника.
После борьбы с Кромешником Джеку всё-таки удаётся взять коробочку с воспоминаниями, но, как ни странно, её ему отдаёт сам Кромешник.
Джек в ужасе летит к друзьям и натыкается на разбитые пасхальные яйца. Его встречают расстроенные Хранители и спрашивают, где он был. Зубная Фея замечает, что пропала фея-помощница, а у Джека в руке коробка с зубами. Хранители решают, что он предал их. Джек больше не может оставаться с Хранителями и уходит. Постепенно на волшебном глобусе Хранителей гаснет всё больше и больше огоньков детей, которые ещё верят в волшебство. Джек сидит на заснеженной вершине горы, как вдруг появляется Кромешник.
Джек просит оставить его в покое, и Кромешник показывает зажатую в кулак помощницу Зубную Кроху и говорит, чтобы Джек отдал ему свой посох, или ей придёт конец. Джек повинуется, но Кромешник не хочет отпускать Кроху. Та колет его своим носиком, и Кромешник кидает её в пропасть, после чего ломает посох Джека напополам. Обессилевшего Джека вместе с посохом он также сбрасывает в пропасть. Джек приходит в себя на дне пропасти. Фея помогает ему открыть коробку с зубами, которая всё это время была у Джека, и тот вспоминает, что он был обычным мальчишкой. Они с сестрой пошли кататься на замёрзшее озеро, но наткнулись на тонкий лёд.
Джеку удаётся спасти сестру, но сам он проваливается в воду и тонет, после чего Луноликий превращает его в Ледяного Джека. После просмотра этих воспоминаний сам Джек понимает своё истинное предназначение и отправляется к Джейми — единственному оставшемуся ребёнку, который ещё верит в волшебство. У Джека получается помочь Джейми не разувериться в волшебных духах, а также заставить поверить в себя, тем самым сделав себя видимым для мальчика. Они отправляются на поиски Хранителей и находят их обессилевшими, из-за того, что никто не верит в них.
Кромешник в это время начинает нападение. Джек и остальные будят друзей Джейми и отправляются играть и веселиться, так как это у Джека получается лучше всего. Хранители начинают сражаться с Кромешником, и из его песка появляется Песочник. В конце концов Хранителям удаётся победить, после чего они все играют в снежки. Джек обещает Джейми, что они ещё увидятся, и улетает вместе с остальными Хранителями. На озере их поджидает Кромешник, готовый мстить, но его кошмары атакуют его самого, а Джек становится настоящим Хранителем снов.

## Персонажи фильма
- Ледяной Джек — главный герой фильма и дух зимы[5]. Ледяной Джек — подросток, который не имеет никакого интереса к тому, чтобы быть связанным по правилам или обязанностям, и просто хочет использовать свой посох, чтобы распространить его зимнее волшебство ради личного развлечения. На протяжении большей части фильма был незаметен для людей. Позже узнаёт о том, что когда-то был смертным человеком, который, спасая сестру, утонул в ледяном озере, и был возрождён как зимний дух. К концу фильма становится Хранителем Веселья. Озвучивает Крис Пайн (в русском дубляже — Тимур Родригез[6]).
- Ник Северянин (Санта-Клаус) — лидер Хранителей снов и Хранитель Чудес[5]. Он живёт на Северном полюсе, в Замке Льда, и обслуживается местными жителями — йети, которые построили замок и мастерскую. В оригинальной озвучке у Северянина сильный русский акцент, к тому же ряд особенностей как бы указывают на русскую принадлежность героя, например, вместо классического костюма Санты — чёрная папаха с русской шубой (также личная коллекция матрёшек). Когда волнуется, восклицает: «О, Шостакович!», или «Римский-Корсаков!». В мастерской во время открытия Северянин слушает и напевает сюиту «Жар-птица» Игоря Стравинского, русского композитора. Озвучивает Алек Болдуин.
- Пасхальный кролик — легендарный хранитель, вестник яиц Пасхи и Хранитель Надежды. Родом из Австралии, говорит с австралийским акцентом[5]. После того, как почти все дети перестали в него верить, он превратился в маленького кролика. Озвучивает Хью Джекман.
- Зубная фея — мифическая коллекционер зубов и Хранительница Воспоминаний. Она выглядит как наполовину человек, наполовину колибри. Благодаря своим помощницам-феям она собирает детские зубы, которые поддерживают самые драгоценные детские воспоминания. Зубная фея хранит их в своём дворце и возвращает воспоминания их обладателям, когда они необходимы больше всего. Озвучивает Айла Фишер.
- Песочник (Песочный человек) — Хранитель Снов. Является первым Хранителем, выбранным Луноликим, и самым первым из Хранителей (в честь его должности и назван Орден Хранителей снов). Он не говорит (поэтому не имеет актёра озвучивания), а общается с помощью изображений из песка, которые он показывает выше головы, или жестов. Общение с ним сильно напоминает игру в шарады, поскольку он, кроме как песочных шуршаний, никаких звуков издать не может. При помощи золотого песка создаёт хорошие сны. Имеет личные счёты с Кромешником. Был им же убит, но после воскрес, благодаря вере друзей Джейми.
- Кромешник (Бугимен) — главный антагонист фильма, сущность страха и Король Кошмаров. Многие столетия назад вгонял людей в ужас и страх, но после появления Хранителей стал слабым и безызвестным. Но потом смог при помощи страха превратить золотой песок Песочного человека в чёрный и создал из него армию кошмаров. Озвучивает Джуд Лоу.
- Джейми Беннетт — последний ребёнок, который не разочаровался в Хранителях, а, несмотря ни на что, верил в сказки. Стал первым ребёнком, увидевшим Ледяного Джека. Озвучивает Дакота Гойо.

## Саундтрек
Французский композитор Александр Деспла написал оригинальную музыку к фильму, который был выпущен 13 ноября 2012 года Varèse Sarabande. Альбом фильма был записан в Лондоне в Abbey Road Studios и Associated Independent Recording, а также в исполнении Лондонского симфонического оркестра. Дэвид Линдси-Эбер написал текст для песни с окончательным названием «Still Dream», которая была исполнена сопрано Рене Флеминг.
Сюита И. Ф. Стравинского «Жар-птица» (Firebird) также может быть услышана во время сцены, где сначала появляется Север. Этот фильм впервые показывает, что фильм DreamWorks Animation не был составлен Хансом Циммером, членом Remote Control Productions или его семейства композиторов (главным образом Джоном Пауэллом, Генри Джекманом, Гарри Грегсон-Уильямсом или его братом Руперт Грегсон-Уильямсом).
| №                   | Название                                  | Длительность |
| ------------------- | ----------------------------------------- | ------------ |
| 1.                  | «Still Dream» (представлена Рене Флеминг) | 3:12         |
| 2.                  | «Calling the Guardians»                   | 2:06         |
| 3.                  | «Alone in the World»                      | 2:04         |
| 4.                  | «Fanfare of the Elves»                    | 0:53         |
| 5.                  | «Wind Take Me Home!»                      | 1:28         |
| 6.                  | «Dreamsand»                               | 2:03         |
| 7.                  | «Pitch on the Globe»                      | 0:57         |
| 8.                  | «The Moon»                                | 1:32         |
| 9.                  | «Snowballs»                               | 1:31         |
| 10.                 | «Busy Workshop»                           | 1:33         |
| 11.                 | «Sleigh Launch»                           | 1:45         |
| 12.                 | «Nightmares Attack»                       | 7:17         |
| 13.                 | «Tooth Collection»                        | 2:22         |
| 14.                 | «Jamie's Bedroom»                         | 2:31         |
| 15.                 | «Jack & Sandman»                          | 4:18         |
| 16.                 | «Memorial»                                | 1:21         |
| 17.                 | «Guardians Regroup»                       | 0:58         |
| 18.                 | «Easter»                                  | 3:39         |
| 19.                 | «Jack Betrays»                            | 3:20         |
| 20.                 | «Kids Stop Believing»                     | 2:35         |
| 21.                 | «Jack's Memories»                         | 2:24         |
| 22.                 | «Pitch at North Pole»                     | 2:00         |
| 23.                 | «Jamie Believes»                          | 3:01         |
| 24.                 | «Jack's Center»                           | 4:52         |
| 25.                 | «Sandman Returns»                         | 2:36         |
| 26.                 | «Dreamsand Miracles»                      | 2:18         |
| 27.                 | «Oath of the Guardians»                   | 3:11         |
| Общая длительность: | Общая длительность:                       | 67:47        |

## Продолжение
После выхода фильма на экраны создатели фильма «Хранители снов» выразили надежду, что высокая средняя оценка «А», поставленная фильму зрителями, опрошенными CinemaScore, и восторженные отзывы о нём соберут поддержку для «возможности сделать сиквел или два». Автор и сопродюсер серии Уильям Джойс в марте 2013 года также упомянул, что он все ещё ведёт переговоры о продолжении с DreamWorks Animation: «Есть кое-что, что мы предлагаем, и мы надеемся, что они захотят это сделать…».